# Ptinus murinus
Ptinus murinus is een keversoort uit de familie klopkevers (Ptinidae). De wetenschappelijke naam van de soort werd in 1840 gepubliceerd door Adam White.